# Again My Life
《Again My Life》，為韓國SBS於2022年4月8日起播出的金土連續劇。改編自李海涅的同名長篇小說，由《My Little Baby》、《優雅的家》的韓哲秀導演與新人編劇J、《第五共和國》編劇柳正秀（筆名金律）合作打造。此劇講述人生重來一次、 能力值滿點的熱血檢察官懲治絕對惡行的故事。背景配樂為英國作曲家 Holst 所寫行星組曲中，木星主題旋律穿梭劇情之中。
香港、東南亞、中東及南非等17個地區由Viu發行，作為Viu Original原創劇集於4月8日起與韓國獨家同步播出。台灣由friDay影音4月8日起每週五、六晚上10:30獨家播出。

## 演員陣容

### 主要人物
| 演員   | 角色   | 介紹 | 粵語配音 | 國語配音 |
| 李準基 | 金熙宇 | 高中時成績墊底，靠努力考上韓國大學法學系，退伍後曾經以格鬥選手生活，後來成功通過司法考試成為檢察官。在調查趙泰燮時死於非命後得到陰間使者給予復活機會並保留前世記憶，條件是復活後必須使趙泰夑一無所有生不如死。在第二次人生中不只是加深自己先前已有的人际关系，还结识了新的盟友金熙雅、李民秀、全石圭等人，并且对金熙雅有好感。最后为了扳倒赵泰燮而辞去检察官职位以加入黄真龙的政党，在现场直播向全国人民揭发赵泰燮的恶行，成功让赵泰燮失去一切，导致其最后自杀身亡，而且亦當選國會議員。最后与金熙雅订婚，并且决定继续在政坛活动以持续对抗腐败的力量。 | 陳成港   | 張立昂   |
| 李璟榮 | 趙泰燮 | 受人尊敬的政治巨頭，韓國政商界的實際領導人，權力之大連總統也要忌憚，表面剛正不阿為人清廉，實則貪婪冷血會毫不留情殺害妨礙自己權勢的人。自視為封建時代的君主。最后一切罪行遭到败露，不愿伏法的赵泰燮逐渐觉得自己大势已去，在逃亡的过程中自杀身亡。 | 羅偉亮   | 宋克軍   |
| 金智恩 | 金熙雅 | 天下集團會長的唯一女兒，也是天下經濟研究所所長。為人熱心善良，對金熙宇有好感。原本没有兴趣继承父亲的生意以避免和两名兄弟关系不和，但因不愿意看见父亲一生用心血建立的生意落入赵泰燮的手中，再加上父亲曾经的遗愿，使金熙雅决定向赵泰燮进行反击和争取继承人的权利。最后成为天下集团的新的领导人，还与金熙宇订婚。 | 陳雪瑩   | 林慕青   |
| 鄭尚勳 | 李民秀 | 李宰勛議員的兒子；金熙宇的法學系前輩兼好友。從醫學院去了音樂學院，覺得有點不適合自己，所以來到了法學系，疑似和金熙宇一樣也是帶著前世記憶重生。在任检察官时期总是与金熙宇合作处理案件，与熙宇依旧关系友好。第13集里与赵泰燮合作以抓捕陷害自己父亲的仇人，但他并非真正背叛金熙宇，实则是为了接近赵泰燮以抓捕他。最后保住了他与金熙宇的友情，也亲手抓捕了许多与赵泰燮同流合污的政治人士。 | 郭湛深   | 吳文民   |

### 金熙宇周邊人物
| 演員   | 角色                           | 介紹 | 粵語配音 | 國語配音 |
| 朴哲民 | 金燦盛                         | 金熙宇的父親。原在15年前因車禍身亡，在金熙宇重生后阻止了他的死亡，使他在車禍中得以存活。生还后与妻子合开一家炖鸡店。雖然與妻子有時會鬥嘴，但夫妻感情依舊密切。 | 鄧燦陽   | 宋克軍   |
| 金姬貞 | 李美玉                         | 金熙宇的母親。原在15年前因車禍身亡，在金熙宇重生后阻止了她的死亡，使她在車禍中得以存活。生還后与丈夫合开一家炖雞店。雖然與丈夫有時會鬥嘴，但夫妻感情依舊密切。 | 王夢華   | 楊慧玉   |
| 池燦   | 朴尚萬                         | 韓國大學經濟學系首席。他的父親因一次謀殺案而含冤入獄，後得到金熙宇的幫助，證明父親的清白。隨後成為金熙宇的朋友和幫手，擁有出色的駭客實力，為熙宇的情報能力提供力量。他得到金熙宇的指令和协助金熙雅，收购JQ建筑公司成为其CEO。赵泰燮命令K医生和金振祐威胁朴尚万，逼迫他背叛金熙宇，但对熙宇依然忠心耿耿的尚万拒绝为赵泰燮卖命，因此被推下大楼，进入昏迷状态；最后苏醒。 | 杜景煜   | 翁瑞陽   |
| 崔珉   | 李延碩 （香港Now譯名為李連碩） | 曾是金山非法賭場的流氓並擅長打鬥；為承擔母親的巨額醫療費用而在高中時期退學並加入私會黨維持生計。因金熙宇為他母親支付醫療費用而對金熙宇心存感激，後成為金熙宇的助手。 | 簡懷甄   | 黃天佑   |
| 金栽經 | 金韩美 （香港Now譯名為金寒美） | 有望成為下屆檢察總長的金錫勳檢察官的私生女。克服學生時代的仿徨，堂堂正正地開拓自己的人生，成為QBS的記者，一直幫助金熙宇。似乎对金熙宇有好感。 | 姜嘉蕾   | 魏晶琦   |
| 李順載 | 吳容洙 （香港Now譯名為吳勇洙） | 房地產拍賣行業的巨頭。雖然家財萬貫卻因妻子早逝而膝下無兒，長年獨自生活著，面對像孩子一樣來詢問房地產的金熙宇，將房產拍賣知識傾囊相授並幫助他工作。 | 黃志明   | 吳文民   |
| 趙宇   | 姜成才                         | 金熙宇的散打教练。 | 簡懷甄   |          |
| 金道慶 | 文成煥                         | 應用開發者。金熙宇和李民秀的幫手，同時為民秀於醫科時的同學，HAHA Talk的研發者。 | 黃文軒   | 翁瑞陽   |

### 趙泰燮周邊人物
| 演員                | 角色   | 介紹 | 粵語配音 | 國語配音 |
| 車珠英 童年：金泰妍 | 韓智賢 | 趙泰燮"文"的代表(秘書)，也是給予金熙宇第二次人生機會的陰間使者，在前世時被趙泰燮的前世殺害而產生怨恨，後被判官選為陰間使者给予金熙宇重生的机会。在她童年时期，因大火灾的关系导致韩智贤的哥哥受重伤失忆，而此事件的罪魁祸首是赵泰燮。最后帮助金熙宇揭发赵泰燮的真面目，并且自愿以赵泰燮的共谋入狱。 | 梁瑞芬   | 魏晶琦   |
| 玄宇成 少年：高景民 | K醫生  | 聽命於趙泰燮的殺手。在金熙宇第一人生时是杀害金熙宇的凶手，在新時間線依然是趙泰燮的手下。真實身分為韓智賢的親哥哥，因赵泰燮的阴谋而在火灾中丧失记忆，原本善良的他逐渐被赵泰燮洗脑成为一名冷血无情的雇佣杀手。最后遭到警方逮捕。 | 楊耀泰   | 翁瑞陽   |
| 玄奉植              | 朴大浩 | 幫派出身，其後投靠趙泰夑成為半島銀行的大股東，負責管理趙泰燮的行賄基金，金熙宇重生前非法吞併吳容洙房產使他破產自殺，重生後的熙宇成功阻止此事發生。朴大浩受赵泰燮指令去收购JQ建筑公司，但计划失败，再加上其他罪行公诸于世，使赵泰燮派K医生和金振祐追杀朴大浩，但所幸被金熙宇救走并扣留在检察厅，最后入狱和接到罚款及缓刑。                                                                                | 陳漢祺   | 翁瑞陽   |
| 金永勳              | 金振祐 | 趙泰燮"武"的代表(輔佐官)，每當出現威脅趙泰燮權勢的人而對方無法收買時，他會負責策劃暗殺行動。自己的罪行公众于世后，為保護趙泰燮而自杀身亡。 | 杜景煜   | 黃天佑   |
| 崔光一              | 金锡勋 | 趙泰燮的心腹，有望成為下屆檢察總長的檢察官。雖是金韓美生父卻無情地不認她這個私生女並以冷血的態度對待她。在第14集里，因被揭露犯下贪污罪和掩盖其家人和其他政治人士的贪污罪，再加上金韩美对外公开自己为金锡勋私生女的身份而身败名裂，因此遭到逮捕。金熙宇随后向金锡勋表明自己是韩美的好友和告知他韩美这些年所受的伤害后，金锡勋终于认清自己的过错，并且承认罪行。在服刑期间的某一年于光复节获得特赦并释放。 | 李家輝   | 黃天佑   |
| 柳鎮                | 許宰根 | 韓國總統，因趙泰燮手中握有其偷情把柄而無奈受其擺佈，熙宇重生後仍為總統並希望藉機脱離其控制。 | 郭浩勤   |          |
| 金炳順              |        | 民國黨國會議員，與趙泰燮友好。 | 陳漢祺   |          |
| 金世東              | 姜萬吉 | 與趙泰燮友好的國會議員。 | 李家傑   |          |
| 李賽允              |        | 電腦伺服器部門的負責人，專門為趙泰燮創造輿論。 | 王夢華   |          |

### 檢察廳人物
| 演員   | 角色   | 介紹 | 粵語配音 | 國語配音 |
| 洪妃羅 | 金圭麗 | 金熙宇的高中同學，東部地檢的檢察官。大學也和金熙宇一起考入了韓國大學法學院，司法考試也你追我趕的先後通過，在熙宇當兵退伍後，圭麗成為了熙宇研修院的前輩。 在檢察廳內部不知不覺成為熙宇友軍的人物。                                                                          | 楊樂瑤   | 楊慧玉   |
| 金鎮祐 | 崔康鎮 | 檢察官。張益鉉的後輩和金錫勳的助手。也是金熙宇大學時期的前輩。其家族的娛樂公司在娛樂圈地位崇高。與演員曹允兒是戀人關係却欺骗取其感情，甚至对她强行喂毒品和性交易。 | 鄧燦陽   | 宋克軍   |
| 金炯默 | 張益鉉 | 現任檢察官，曾是韓國大學法學系系主任，也是金錫勳的得力助手。第9集中因收了贿赂被金熙宇逮捕，第10集被判监禁7年。第12集向金熙宇为金锡勋父子所犯的罪行提供证词以换取减刑的机会。最后服刑了一段时间后因行为良好而得到缓刑。                                                     | 簡懷甄   | 吳文民   |
| 金哲基 | 全石圭 | 檢察官。雖然像小老頭子，但是作為法律界人士沒有忘記初心的人物。在金熙宇重生前強行調查巨頭，很早就去世了。然而，金熙宇阻止了全石圭的死並挽救了他的生命。第14集里与赵泰燮见面，接受其要求成为首尔检察厅长。其实他没有背叛金熙宇，接受这个职位的目的是为了协助熙宇抓捕朴大浩。 | 楊耀泰   | 宋克軍   |
| 金榮祖 | 池成浩 | 被降職到江原道的檢察官，在全石圭手下办事。以憨直的品性和正確的情況判斷，成為了金熙宇堅定的盟友，兼且與全石圭跟隨熙宇重返首爾檢察廳。 | 陳漢祺   |          |
| 李景珉 | 具承赫 | 金圭丽的后辈，金熙宇的朋友。为人正派且热血，心中满是正义感。第12集因调查JQ建筑公司而被赵泰燮派去的杀手K医生打成重伤，险些被K医生杀害。第13集被金熙宇及时救护而保住性命。                                                                                                   | 黎銘軒   |          |
| 羅仁圭 | 吳民國 | 熙宇到金山的偵察官，也默默在協助熙宇調查事件，後來調職至中央地檢。 | 李家輝   |          |
| 尹英日 |        | 熙宇的搜查官。 | 楊耀泰   |          |
| 孫仁勇 |        | 池成浩的搜查官。 | 郭浩勤   |          |
| 劉庸   |        | 負責全日保案的檢察官。 | 黃志明   |          |
| 李智英 |        | 崔康鎮的搜查官。 | N/A      |          |
| 金恩錫 |        | 檢察總長。 | 黃志明   |          |
| 崔範浩 | 尹宗基 | 東部地檢的檢察長，與金錫勛爭奪下任檢察總長一職。 | 李家傑   |          |
| 姜碩元 |        | 中央地檢的檢察官。 | 簡懷甄   |          |

### 金熙雅周邊人物
| 演員   | 角色   | 介紹 | 粵語配音 | 國語配音 |
| 全國煥 | 金建榮 | 天下集團會長，也是熙雅最尊敬和疼愛的爸爸，然而私下與趙泰夑狼狽為奸。在心中认为金熙雅是三个儿女中最有才华，最适合继承天下集团。后来因赵泰燮插手集團經營和離間親子關係（推荐长子金永俊为继承人）而反目，坚持金熙雅为集團继承人。第11集因拿出赵泰燮贪污的证据威胁其不再接近自己儿女，被赵泰燮派人杀害。 | 黎銘軒   | 吳文民   |
| 全承彬 | 金永俊 | 金建荣的长子，即金熙雅与金盛俊的兄长。他的生意能力和才智大大逊于金熙雅，因此对妹妹感到嫉妒与自卑，因而在第10集自愿加入赵泰燮的阵营以换取继承人的身份。 | 何家裕   |          |
| 文正基 | 金盛俊 | 金建荣的幼子，即金熙雅的弟弟。为人城府深又是个投机分子，看时机和衡量事情的利弊以得到想要的。 | 楊耀泰   |          |
| 趙盛元 | 朴振赫 | 原名朴钟赫，原本是国家情报员，现为金熙雅的个人保镖。对金熙雅忠心耿耿，也是擅长斗打。 | 陳漢祺   |          |

### 其他人物
| 演員   | 角色                           | 介紹 | 粵語配音                      | 國語配音 |
| 劉東根 | 黃真龍                         | 國會議員，趙泰燮的政治對手。趙泰燮早年當檢察官時期的上司和前輩。與趙泰燮不同，年輕時追求的大義依然放在心裡。雖然具備了能承受趙泰燮政治手段的智慧和手腕，但是隨著日益強硬的反制而陷入政治危機。后与金熙宇合作，逐渐开始对赵泰燮进行反击。                                    | 郭浩勤                        |          |
| 李在宇 | 姜敏錫                         | 法務法人KMS的代表律師，妹妹是熙宇的補習學校老師。有強烈的責任感和強烈的勝負慾望，是一個無法忍受不公平的人。第8集受金熙宇之托成为李柱石的辩护律师。 | 周倚天                        | 黃天佑   |
| 鄭新星 | 姜敏靜                         | 姜敏錫的妹妹，熙宇的補習班數學老師，很照顧熙宇。 | 黃穎誼                        | 楊慧玉   |
| 李道谦 | 朴勝完                         | 金熙宇的大學前輩。與金熙宇相处時顯得和藹可親，但他喜歡討好大學前輩崔康鎮和張益鉉。他似乎對金圭麗有興趣。 | 黎銘軒                        | 翁瑞陽   |
| 鄭成雲 | 趙賢錫                         | 趙泰燮的兒子，國會議員。為15年前酒駕導致金熙宇父母死亡的真兇，此事在熙宇重生前被金錫勳掩蓋成為懸案。因金熙宇重生與改變其父母命運的同時，趙賢錫變成在事件中身受重傷當場死亡。趙泰燮也因此事而變得更冷血無情。                                                                | 何家裕                        |          |
| 金宗九 | 全日保                         | 未来汽车公司的老板。多年前诬陷李民秀的父亲李宰勋议员收贿赂，导致李宰勋含冤入狱和死在狱中。李民秀成为检察官后调查未来汽车公司贪污案和逮捕他，但最后得到缓刑和两年监禁。随后，李民秀以抓捕全日保的条件自愿进入赵泰燮的阵营，最后以贿赂罪把全日保第二次抓捕。                  | 杜景煜                        |          |
| 李智安 | 曹允兒                         | 崔康镇的女友，也是有望進軍荷里活的当红演员。自从她与崔康镇父亲崔秀赫所开的经纪公司签约后，不幸被崔康镇欺骗感情，不但被注射非法毒品药物，还被迫与有妇之夫陪睡。第11集因崔康鎮為拯救身陷司法危機的家族事業親自向趙泰夑求援，作為交易條件被赵泰燮的杀手K医生杀害並偽裝成自殺。 | 黎皓宜                        |          |
|        | 崔洙赫                         | 崔康镇的父亲，SHC经纪公司的创办人。专门为公司旗下的男演员设计逃兵役，女演員則負責性招待，还從中收取贿赂。 | N/A                           |          |
| 許賢道 | 李柱石                         | 医大学生。因已怀有身孕的女友在与他争吵后莫名被杀害，变成此案最大嫌疑人。張益鉉原本想利用他的案子来掩盖未来汽车公司社长全日保的贪污案，但金熙宇在背后调查和得到金圭丽协助，挖掘证据证明李柱石是清白的。                                                                      | 郭浩勤                        |          |
| 韓基燦 | 金英日                         | 金錫勳檢察官兒子，金韓美同父異母的哥哥。與父親一同鄙視和貶低金韓美。于第13集以贪污罪名遭到金熙宇逮捕；实际上是赵泰燮逼迫金锡勋亲自下逮捕令抓捕他。 | 李家傑                        |          |
| 朴娜恩 | 成珍美                         | 張益鉉的女朋友，國大藝術財團理事長。第9集因涉嫌贿赂和贪污被抓捕，并在第10集入狱及在張益鉉一审庭案作证。 | 張惠雯                        |          |
| 韓丹熙 | 善熙                           | 柱石的懷孕女友。 | 梁瑞芬                        |          |
| 周世碧 | 都雅珍 （香港Now譯名為陶亞珍） | 江原道油菜幫控制的地下賭場女荷官。賭場賣點是她的美貌和賭技，實因父親在場內欠下大筆賭債被迫當荷官協助詐賭藉此還債，曾與偽裝賭客作潛入搜查的金熙宇在賭桌上交手，金熙宇故意輸錢後私下與其聯絡並提供賭場的犯罪證據協助調查。                                                    | 楊婉潼                        |          |
| 朴海仁 | 黄惠珍                         | 黄真龙的女儿，同时也是金韩美曾在大学时期暂任补习班老师的时候所教的学生。在金熙宇第一人生中被赵泰燮的一名狂热支持者挟持并杀害，以报复黄真龙对赵泰燮的反对声明，因金熙宇重生而阻止了她的死亡。因救下惠珍，金熙宇才得以与黄真龙首次见面并合作起来对付赵泰燮。                  | 黎皓宜                        |          |
| 徐碧浚 | 姜德久                         | 惡名昭彰的連續殺人犯，也是杀害李柱石的怀孕女友的真凶。 | 周鑫霆                        |          |
| 李妍杜 | 鄭世妍                         | 年輕貌美的軍火掮客，被趙泰燮威逼利誘去勾引金熙宇。 | 黃穎誼                        |          |
| 朴在皖 |                                | 總統秘書室長。 | 黎銘軒（前期） 郭湛深（後期） |          |
| 權度均 | 任宗日                         | 熙宇的高中同學，常欺凌其。 | 杜景煜                        |          |
| 柳順雄 | 閔秉燮                         | 韓國大學法學系教授。 | 陳漢祺                        |          |
| 朴基善 |                                | 負責拍賣抵押物業的法官。 | 杜景煜                        |          |
| 李東圭 |                                | 新聞主播。 | 郭浩勤（前期） 黃志明（後期） |          |
| 朴完圭 | 金燦日                         | 天下電訊的社長。 | 郭浩勤                        |          |
| 成魯鎮 |                                | 朴尚萬的父親。 | 何家裕                        |          |
| 李子恩 | 李善英                         | 洪仁彪的妻子。 | 何凱怡                        |          |
| 林浩俊 | 洪仁彪                         | 被指被朴尚萬的父親殺害的男人。 | 陳漢祺                        |          |
| 李太炯 | 具旭清                         | 金山的國會議員。 | 張振熙                        |          |
| 卞主賢 | 張海晨                         | 金山的警察署署長。 | 李家傑                        |          |
| 李薛九 | 文瞿俊                         | 金山市黑幫組織，油菜幫的頭目。 | 黃志明                        |          |
| 權龍德 | 崔賢鐘                         | 金山黑幫組織，油菜幫的成員。 | 黎銘軒                        |          |
| 李成宇 |                                | 何家裕 |                               |          |
| 金日宇 | 都昌秀                         | 都雅珍的父親，因欠下巨額賭債，而被迫把女兒抵押予油菜幫的非法賭場。 | 張振熙                        |          |
| 李成勳 | 金相泰                         | 金山市市長。 | 郭湛深                        |          |
| 洪石淵 |                                | 負責為油菜幫走私毒品的漁夫。 | 鄧燦陽                        |          |
| 尹鎮浩 |                                | 扈山化學的代表。 | 何家裕                        |          |
| 權赫主 | 尹院長                         | 天下集團旗下的醫院院長，金建榮的主診醫生。 | 黃志明                        |          |
| 金成龍 | 禹章洙                         | 電視台的新聞局局長。 | 陳漢祺                        |          |
| 趙有信 |                                | 為黃惠珍進行手術的醫生。 | 陳漢祺                        |          |
| 孫敬元 | 金正澤                         | 大韓黨的黨代表。 | 黃志明                        |          |
| 趙南熙 | 劉南熙                         | 大韓黨的國會議員。 | 簡懷甄                        |          |
| 吳賢洙 | 金賢洙                         | 杜景煜 |                               |          |
| 嚴泰玉 | 張仁厚                         | 楊耀泰（前期） 簡懷甄（後期） |                               |          |
| 朴贊英 |                                | 審理張益鉉受賄賂一案的法官。 | 黃志明                        |          |
| 吳圭澤 |                                | 天下健康護理的員工，同時亦佔有天下集團0.5%股份。 | 黃志明                        |          |
| 寶拉娜 |                                | 楊樂瑤 |                               |          |

### 特別演出
| 演員   | 角色   | 介紹                                                                           | 粵語配音 |
| 朴佑俊 |        | 流氓。                                                                         | 黎銘軒   |
| 元美元 |        | 賣紫菜包飯的婆婆。                                                             | 梁瑞芬   |
| 裴宗玉 | 千皋玲 | 帝王集團會長，把與趙泰燮相關的各界人士召集在一起，謀求重建其所擁有的秘密組織。 | 姜嘉蕾   |
| 李奎翰 | 車律師 | 千皋玲的下屬。                                                                 | 李家傑   |

## 收視率
| 集數       | 播出日期   | 尼爾森收視率     | 尼爾森收視率   | TNmS收視率       |
| 集數       | 播出日期   | 大韓民國（全國） | 首爾（首都圈） | 大韓民國（全國） |
| ---------- | ---------- | ---------------- | -------------- | ---------------- |
| 1          | 2022/04/08 | 5.8%             | 6.0%           |                  |
| 2          | 2022/04/09 | 6.4%             | 6.8%           |                  |
| 3          | 2022/04/15 | 8.1%             | 8.5%           | 6.3%             |
| 4          | 2022/04/16 | 7.0%             | 7.0%           | 6.4%             |
| 5          | 2022/04/22 | 9.7%             | 10.0%          | 7.8%             |
| 6          | 2022/04/23 | 8.5%             | 8.4%           | 7.7%             |
| 7          | 2022/04/29 | 9.6%             | 9.6%           | 8.1%             |
| 8          | 2022/04/30 | 8.6%             | 8.8%           | 7.5%             |
| 9          | 2022/05/06 | 10.1%            | 10.1%          | 8.4%             |
| 10         | 2022/05/07 | 9.6%             | 9.3%           | 9.4%             |
| 11         | 2022/05/13 | 10.7%            | 10.8%          | 7.5%             |
| 12         | 2022/05/14 | 9.5%             | 10.0%          | 8.6%             |
| 13         | 2022/05/20 | 11.0%            | 11.1%          | 9.0%             |
| 14         | 2022/05/21 | 9.9%             | 10.2%          |                  |
| 15         | 2022/05/27 | 12.0%            | 12.0%          | 9.3%             |
| 16         | 2022/05/28 | 10.5%            | 10.2%          | 9.4%             |
| 平均收視率 | 平均收視率 | 9.2%             | 9.3%           | －               |

- 收視最低的集數以藍色表示，收視最高的集數以紅色表示，而空格則表示該集的收視沒有相關數據。

## 記事
- 劇中李民秀一角原定由李奎翰出演，然他因健康因素退出，最終由鄭尙勳接替出演[11]。
- 本劇是資深男演員李璟榮自千禧年代轉型為配角後事隔22年再次在電視劇擔任主演。
- 本劇是李準基事隔5年回歸主演免費頻道的電視劇，也是他相隔6年回歸主演SBS電視台劇集。
- 本劇第十集首播及重播收視均登上全國收視榜，在韓國的重播劇集能登上收視榜十分罕見。

## 提名&獲獎列表
| 年度   | 頒獎典禮         | 獎項                                | 入圍者 | 結果 |
| 2022年 | 2022 SBS演技大獎 | 大獎                                | 李準基 | 提名 |
| 2022年 | 2022 SBS演技大獎 | 迷你劇奇幻部門 最優秀演技獎         | 李準基 | 獲獎 |
| 2022年 | 2022 SBS演技大獎 | 迷你劇類型及奇幻部門 女子優秀演技獎 | 金智恩 | 提名 |
| 2022年 | 2022 SBS演技大獎 | 迷你劇類型及奇幻部門 男子助演獎     | 崔光一 | 提名 |
| 2022年 | 2022 SBS演技大獎 | 迷你劇類型及奇幻部門 女子助演獎     | 金栽經 | 獲獎 |
| 2022年 | 2022 SBS演技大獎 | 迷你劇類型及奇幻部門 女子助演獎     | 車珠英 | 提名 |

## 外部連結
- 韓國SBS官方網站
- 臺灣東森電視官方網站（繁體中文）
- Daum上《Again My Life》的資料

| SBS 金土劇                                        | SBS 金土劇                                    | SBS 金土劇 |
| ------------------------------------------------- | --------------------------------------------- | ---------- |
|                                                   | Again My Life （2022年4月8日－2022年5月28日） |            |
| 解讀惡之心的人們 （2022年1月14日－2022年3月12日） | 為何是吳秀才 （2022年6月3日－2022年7月23日）  |            |

| 新加坡、 马来西亚、 印度尼西亞 ONE HD 週末 21:45 - 23:00（UTC+8） | 新加坡、 马来西亚、 印度尼西亞 ONE HD 週末 21:45 - 23:00（UTC+8） | 新加坡、 马来西亚、 印度尼西亞 ONE HD 週末 21:45 - 23:00（UTC+8） |
| ----------------------------------------------------------------- | ----------------------------------------------------------------- | ----------------------------------------------------------------- |
|                                                                   | 再次我的人生 （2022年4月30日－2022年6月19日）                     |                                                                   |
| 某一天 （2022年3月19日－2022年4月10日）                           | 為何是吳秀才 （2022年6月25日－2022年8月14日）                     |                                                                   |

| 香港 Viu 每日 22:00 - 23:00                           | 香港 Viu 每日 22:00 - 23:00                          | 香港 Viu 每日 22:00 - 23:00                     |
| ----------------------------------------------------- | ---------------------------------------------------- | ----------------------------------------------- |
|                                                       | Again My Life （2022年12月3日－2022年12月26日）      |                                                 |
| 現在開始是Showtime！ （2022年11月8日－2022年12月2日） | 怪異 （2022年12月27日－2022年12月30日）              |                                                 |
| 香港 ViuTV 星期一至五 20:30－21:30                    |                                                      |                                                 |
| 現在開始是Showtime! （2023年1月19日－2023年2月22日）  | Again My Life：重生 （2023年2月23日－2023年3月28日） | 為何是吳秀才？ （2023年3月29日－2023年4月28日） |

| 臺灣 東森戲劇台 星期一至五 23:00 - 00:00        | 臺灣 東森戲劇台 星期一至五 23:00 - 00:00                    | 臺灣 東森戲劇台 星期一至五 23:00 - 00:00 |
| ----------------------------------------------- | ----------------------------------------------------------- | ---------------------------------------- |
|                                                 | Again My Life：正義的重生 （2022年12月19日－2023年1月19日） |                                          |
| 為何是吳秀才 （2022年11月17日－2022年12月16日） | 被告人 （2023年2月21日－2023年3月8日）                      |                                          |

| 新加坡 新传媒U频道 星期一至五 22:00 - 23:00         | 新加坡 新传媒U频道 星期一至五 22:00 - 23:00                          | 新加坡 新传媒U频道 星期一至五 22:00 - 23:00 |
| --------------------------------------------------- | -------------------------------------------------------------------- | ------------------------------------------- |
|                                                     | 正义的重生 （2023年8月2日—2023年9月4日） （华语及韩语，双声道） PG13 |                                             |
| 現在開始是Showtime！ （2023年6月28日—2023年8月1日） | 橱窗：女王的家 （2023年9月5日—2023年10月6日）                        |                                             |